# Jens Kürbis
Jens Kürbis (* 17. Oktober 1965 in Lommatzsch/Sachsen) ist ein deutscher Handballtorwart und Sportredakteur.
Kürbis spielte von 1985 bis 1991 beim SC Leipzig, von 1991 bis 1995 beim SC Magdeburg und von 1995 bis 2005 beim VfL Bad Schwartau, bis 1999 in der Bundesliga. Im Jahr 2008 wurde er nochmals vom TUSEM Essen rekrutiert.
Im Aufgebot der Männer-Handballnationalmannschaft der DDR spielte Jens Kürbis bei der Weltmeisterschaft (WM) 1990, wo er mit seiner Mannschaft Achter wurde, und für die deutsche Männer-Handballnationalmannschaft bei der WM 1993 (6. Platz). Er stand insgesamt 39 mal in den Aufgeboten des Deutschen Handballverbandes (DHV) der DDR (21 Spiele) und des Deutschen Handballbundes (DHB) der BRD (18 Spiele).
Jens Kürbis ist von Beruf Sportredakteur, er arbeitet für die Lübecker Nachrichten.